# Estadio Sausalito
Das Estadio Sausalito (deutsch: Sausalito-Stadion) ist ein Stadion in der chilenischen Stadt Viña del Mar. Es wurde im Jahre 1929 eröffnet und fasst heute 22.360 Zuschauer. Es wurde nach Sausalito, der US-amerikanischen Partnerstadt Viña del Mars, benannt und wird zurzeit hauptsächlich als Fußballstadion genutzt.
Im Jahre 1962 wurden hier 8 Spiele der Fußball-Weltmeisterschaft ausgetragen, darunter 6 Vorrunden-, 1 Viertelfinal- und 1 Halbfinalspiel. 
Der Fußballverein Everton de Viña del Mar trägt hier seine Heimspiele aus.